# وای‌ام-۳۱۶۳۶
وای‌ام-۳۱۶۳۶ (به انگلیسی: YM-31636) با فرمول شیمیایی C۱۴H۱۱N۳S یک ترکیب شیمیایی است. که جرم مولی آن ۲۵۳٫۳۲ g/mol می‌باشد.